# Освіта в Боснії і Герцеговині

## Освіта під час громадянської війни
У 1990-1991 в школах країни навчалися 720 тис. осіб. У першій половині 1990-х років в результаті військових дій сильно постраждали навчальні заклади. З поверненням до мирного життя уряд у першу чергу зайнявся відновленням системи народної освіти.

## Освіта на сучасному етапі
Триступенева система освіти в Боснії і Герцеговині представлена:
- дошкільними установами — відвідують діти у віці від 3 до 7 років.
- базовими обов'язковими школами — в країні запроваджено обов'язкову 8-річну освіту

Існують школи для дітей 7-11 років і для дітей 11-15 років.
Після закінчення базової школи підлітки (15-19 років) можуть продовжити навчання у:
- загальних 4-річних середніх школах (гімназіях).
- спеціальних 4-х літніх середніх школах (педагогічних, художніх, музичних, релігійних, технічних).
- 3-х літніх професійно-технічних школах

Випускники середньої школи для здобуття вищої освіти з результатами вступних іспитів можуть вступити в:
- університети (як державні, так і приватні), розташовані в Сараєві, Баня-Луці, Мостарі, Бієлині і Тузлі.
- академії, в тому числі 2-х річні педагогічні у Зениці і Бихачі (спеціалізуються на підготовці вихователів дитячих садків та вчителів базових і середніх шкіл)

По закінченні вузу випускник отримує диплом про вищу освіту:
- 1-й ступеня (2-3-річне навчання)
- 2-й ступеня про професійну освіту в області різних наук і мистецтв (4-5-річний курс навчання)
- 3-го ступеня (магістра з підготовкою дослідницького проекту)
- 4-го ступеня (доктора з захистом дисертації).

В Соціалістичній Республіці Боснія і Герцеговина в 1966 році була створена Академія наук. Функціонують кілька науково-дослідних інститутів, в тому числі Східний інститут і Балканський інститут.